# Generatoranschlusskasten

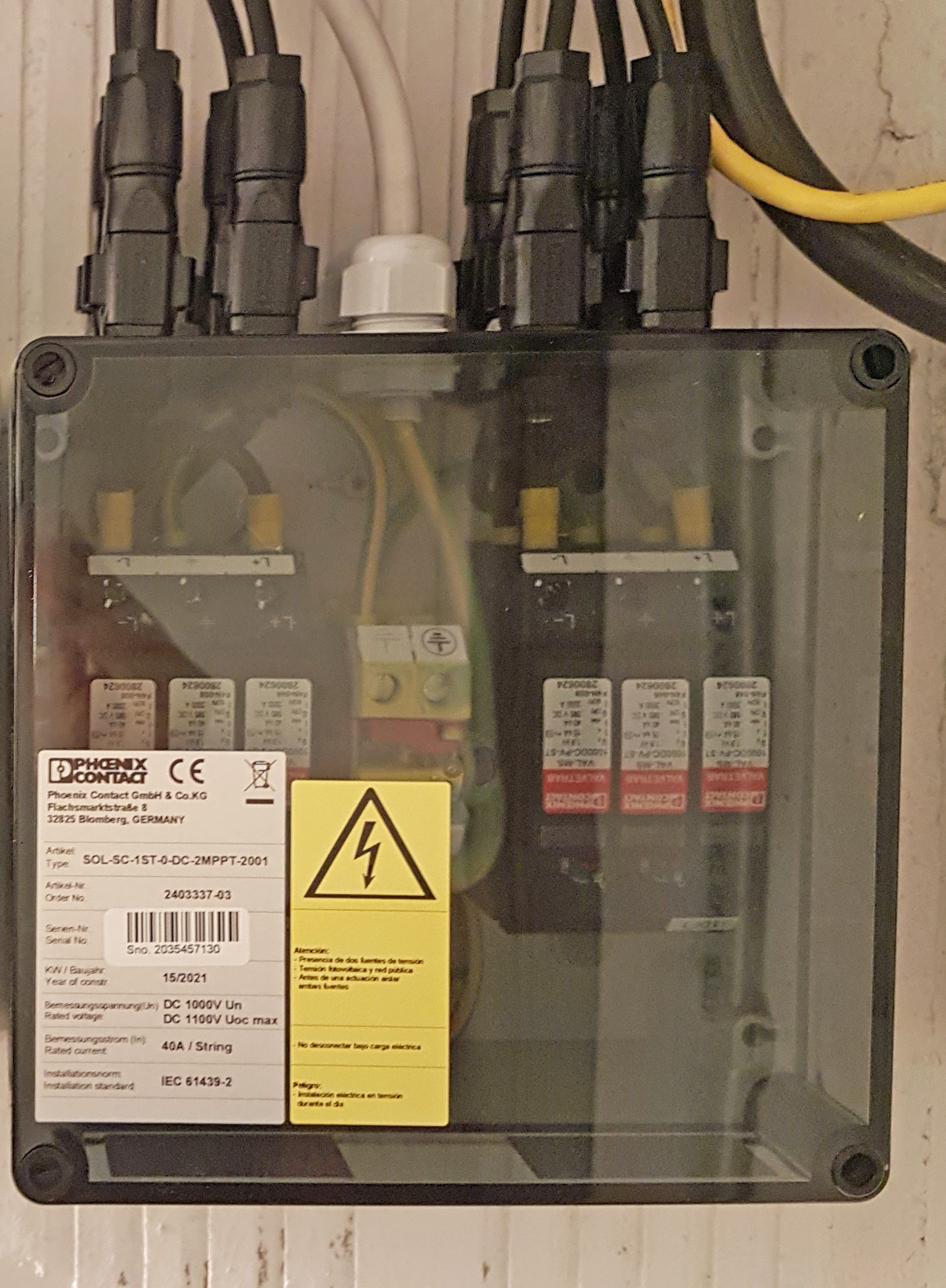
Generatoranschlusskasten einer 6- kWp-Photovoltaikanlage

Der Generatoranschlusskasten (abgekürzt GAK) ist eine Komponente von Photovoltaikanlagen. Er bündelt die von den Solarmodulen kommenden Stromleitungen zur Gleichstromhauptleitung, die zum Solarwechselrichter führt. Neben der Bündelung mehrerer Stränge (englisch strings) an String-Sammelklemmen sind im GAK Überspannungsschutzelemente integriert, die andere Komponenten der Photovoltaikanlage, insbesondere den Wechselrichter und die Solarmodule, vor Überspannungen z. B. durch Blitzeinschläge schützen sollen.

## Ausführung, Bestandteile und Normung
Ein Generatoranschlusskasten muss in Schutzklasse II ausgeführt sein, mindestens eine Schutzart entsprechend des geplanten Einsatzgebietes erfüllen (z. B. IP 65) und erd- und kurzschlusssicher aufgebaut sein.
Mögliche Elemente im Generatoranschlusskasten sind:
- Stromkabel von den Solarmodulen
- Stromleitung zum Solarwechselrichter
- Überspannungsableiter
- Gleichstromschalter bzw. Gleichstromschaltstelle zur Abschaltung des Solargenerators (Feuerwehrschalter)
- Trennklemmen zum Abschaltung einzelner Modulstränge für Fehlersuche, Wartung oder Reparatur
- Strangsicherungen zum Schutz der Strangleitungen vor Überlast
- eventuell Strangdioden, welche den Leerlauf (Freilauf) einzelner Stränge erlauben
- Überwachungselemente zur Meldung von Störungen von Strängen an die Anlagenüberwachung

Für Generatoranschlusskästen gelten folgende Normen:
- DIN VDE 0100-712
- DIN EN 50539-11 (bzw. DIN EN IEC 61643-31)
- Mitgeltende Normen, die generell für elektrische Anlagen, Gebäude und Niederspannungsschaltgeräte relevant sind, sind DIN VDE 0100-443,  DIN EN 61439-2 und DIN VDE 0185-305-3 (Beiblatt).

## Überspannungsschutz
Im GAK werden Überspannungsableiter vom Typ 1 und 2 eingesetzt, um Photovoltaikanlagen und nachgeschaltete elektronische Geräte vor Überspannungen zu schützen, die durch kapazitive, induktive oder galvanische Einkopplungen als indirekte Wirkung eines Blitzschlages entstehen. Hierbei kommen je nach Schutzerfordernis die kombinierten Typen 1 und 2, als auch die Typ 1 oder 2 allein, zur Anwendung.